# UFC on ESPN: Santos vs. Teixeira
UFC on ESPN: Santos vs. Teixeira (también conocido como UFC on ESPN 17 y UFC Vegas 13) fue un evento de artes marciales mixtas producido por Ultimate Fighting Championship que tuvo lugar el 7 de noviembre de 2020 en las instalaciones del UFC Apex en Enterprise, Nevada, parte del área metropolitana de Las Vegas, Estados Unidos.

## Antecedentes
El combate de peso semipesado entre los ex aspirantes al Campeonato de Peso Semipesado de la UFC Thiago Santos y Glover Teixeira encabezó este evento. Inicialmente estaban programados para encabezar UFC Fight Night: Waterson vs. Hill. Sin embargo, el emparejamiento fue reprogramado para UFC on ESPN: Holm vs. Aldana después de que Teixeira diera positivo por COVID-19 una semana antes del combate. El 15 de septiembre, el combate se pospuso de nuevo, ya que Santos dio positivo por la enfermedad.
Un combate de peso medio entre Ian Heinisch y Brendan Allen estaba programado previamente a principios de este año en UFC on ESPN: Poirier vs. Hooker. Sin embargo, Heinisch se retiró por una lesión y el combate se canceló. El emparejamiento fue reprogramado y se esperaba que tuviera lugar en este evento. El día del evento, la UFC anunció que el combate se había cancelado una vez más debido a un resultado positivo de COVID-19 que afectaba a Heinisch.
En UFC 253 estaba previsto un combate de peso paja entre la ex aspirante al Campeonato Femenino de Peso Paja de la UFC, Cláudia Gadelha, y Yan Xiaonan, pero una lesión de rodilla de Gadelha la dejó fuera del combate. El emparejamiento se reprogramó para este evento.
El combate de peso ligero entre Carlos Diego Ferreira y Drew Dober estaba inicialmente programado para mayo en UFC Fight Night: Hermansson vs. Weidman. Sin embargo, el evento se canceló debido a la pandemia de COVID-19. El emparejamiento fue entonces reprogramado para este evento. A su vez, Ferreira se retiró el 22 de octubre debido a una enfermedad y el combate fue desechado.
Un combate de peso pesado entre el ex Campeón de Peso Pesado de la UFC Andrei Arlovski y Tanner Boser fue programado brevemente para UFC on ESPN: Holm vs. Aldana, pero posteriormente se trasladó a este evento debido a que Arlovski estaba enfermo.
El combate de pesos pesados entre Marcos Rogério de Lima y Alexander Romanov estaba previsto inicialmente para un mes antes en UFC Fight Night: Overeem vs. Sakai. Sin embargo, Lima se retiró tras dar positivo por COVID-19. El emparejamiento tuvo lugar en este evento.
Se esperaba que Philipe Lins se enfrentara a Don'Tale Mayes en un combate de peso pesado en el evento. Sin embargo, el 14 de octubre se anunció que Lins tenía una lesión de rodilla y se retiró del evento. Se esperaba entonces que Mayes se enfrentara a Roque Martinez una semana después en UFC Fight Night: Felder vs. dos Anjos.
Estaba previsto un combate de peso pluma entre Jeremy Stephens y Arnold Allen. Sin embargo, Stephens se vio obligado a retirarse del evento a finales de octubre alegando una lesión. No se pudo encontrar un sustituto y Allen también fue retirado.
Se esperaba un combate de peso gallo entre Khalid Taha y Jack Shore. Sin embargo, Shore fue retirado del combate a finales de octubre por razones no reveladas y sustituido por Raoni Barcelos.
Felipe Colares se retiró de un combate programado en el peso gallo contra Gustavo Lopez durante la semana de la pelea, ya que dio positivo por COVID-19. Fue sustituido por el veterano Anthony Birchak.
Otro de los combates afectados por la pandemia del COVID-19 fue el que enfrentaba a Sarah Moras y Vanessa Melo en el peso gallo, ya que Moras dio positivo en la prueba de la enfermedad y el emparejamiento se pospuso para celebrarse en UFC on ABC: Holloway vs. Kattar.

## Premios de bonificación
Los siguientes luchadores recibieron bonificaciones de $50000 dólares.
- Pelea de la Noche: Raoni Barcelos vs. Khalid Taha
- Actuación de la Noche: Giga Chikadze y Alexandr Romanov